# Rieux (Oise)
Rieux ist eine französische Gemeinde mit 1.553 Einwohnern (Stand: 1. Januar 2022) im Département Oise in der Region Hauts-de-France. Sie gehört zum Arrondissement Clermont, zum Kanton Pont-Sainte-Maxence und zum Gemeindeverband Pays d’Oise et d’Halatte. Die Einwohner werden Riolien(ne)s genannt.

## Geographie

### Lage
Die Gemeinde Rieux liegt am Fluss Oise, fünf Kilometer nordöstlich von Creil und etwa 50 Kilometer nordnordöstlich von Paris.

### Nachbargemeinden
| Angicourt          |                                             | Cinqueux   |
| Villers-Saint-Paul | Kompassrose, die auf Nachbargemeinden zeigt | Brenouille |
|                    | Verneuil-en-Halatte                         |            |

## Bevölkerungsentwicklung
| Jahr                       | 1962 | 1968 | 1975 | 1982 | 1990 | 1999 | 2006 | 2012 | 2021 |
| Einwohner                  | 955  | 1140 | 1233 | 1266 | 1261 | 1605 | 1601 | 1567 | 1548 |
| Quellen: Cassini und INSEE |      |      |      |      |      |      |      |      |      |

## Sehenswürdigkeiten
- Kirche Saint-Denis aus dem 12. Jahrhundert, seit 1926 Monument historique (siehe auch: Liste der Monuments historiques in Rieux (Oise))
- Schloss
- Befestigtes Hofportal

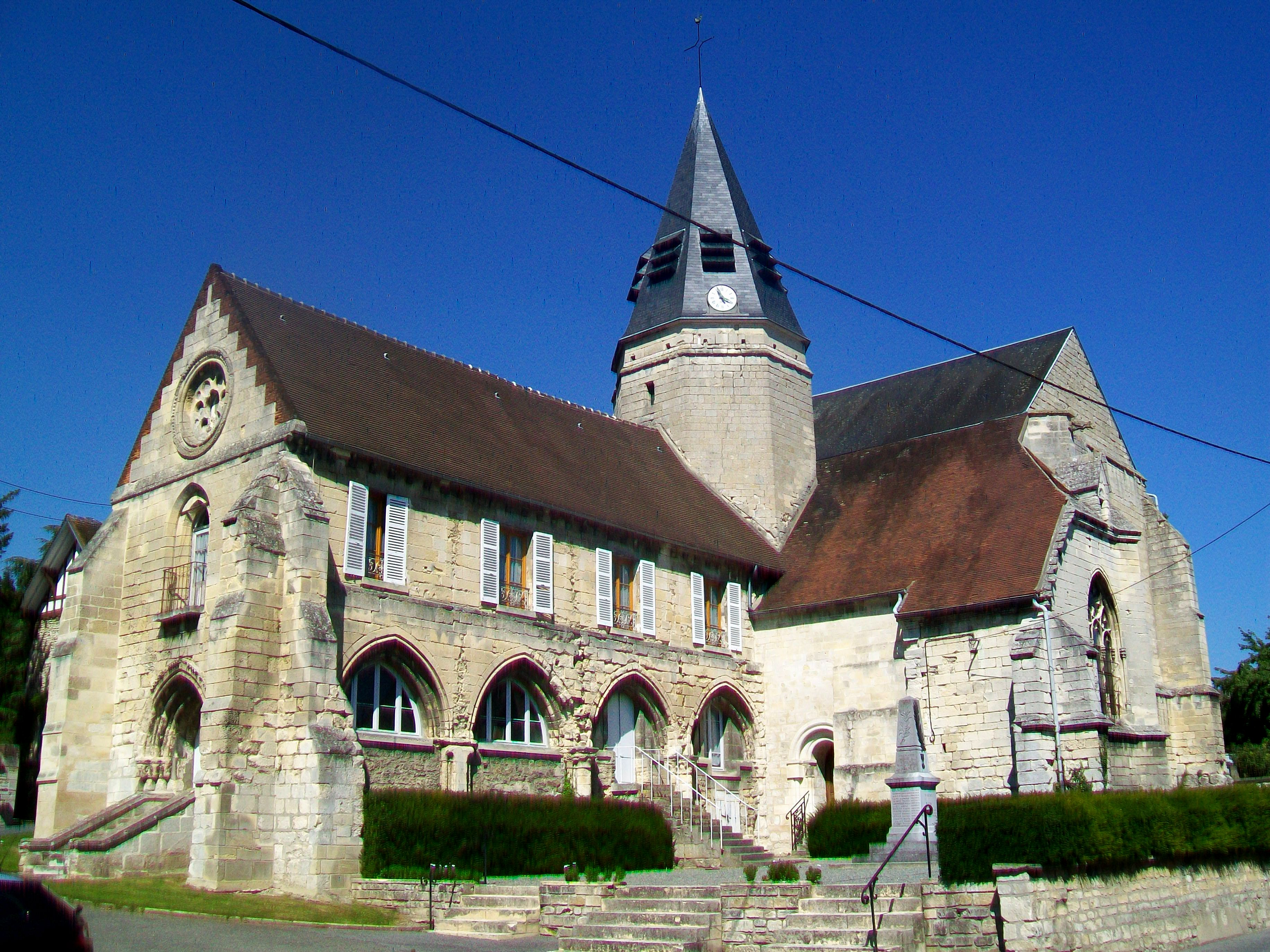
Kirche Saint-Denis
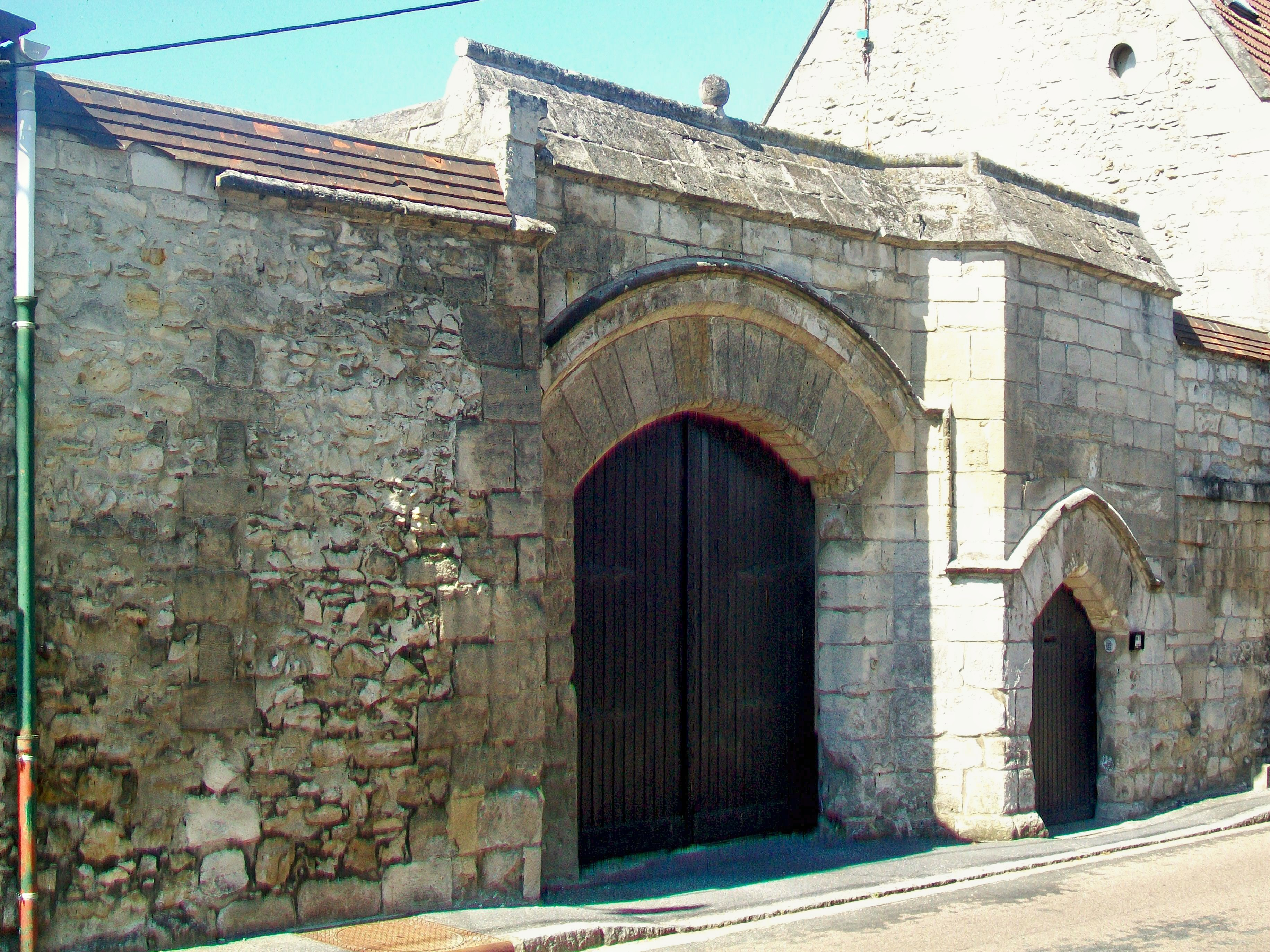
Hofportal
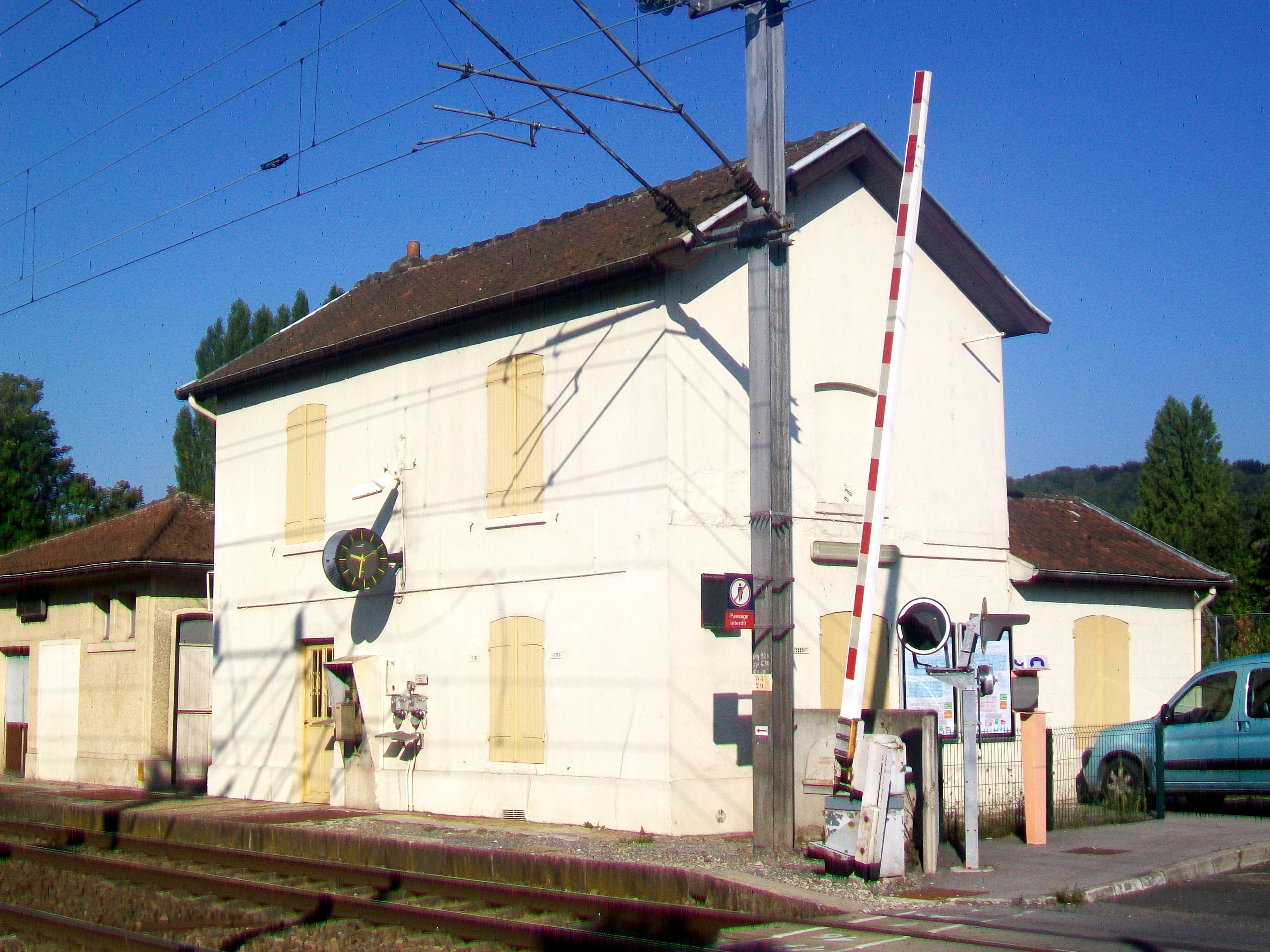
Bahnhof Angicourt-Rieux
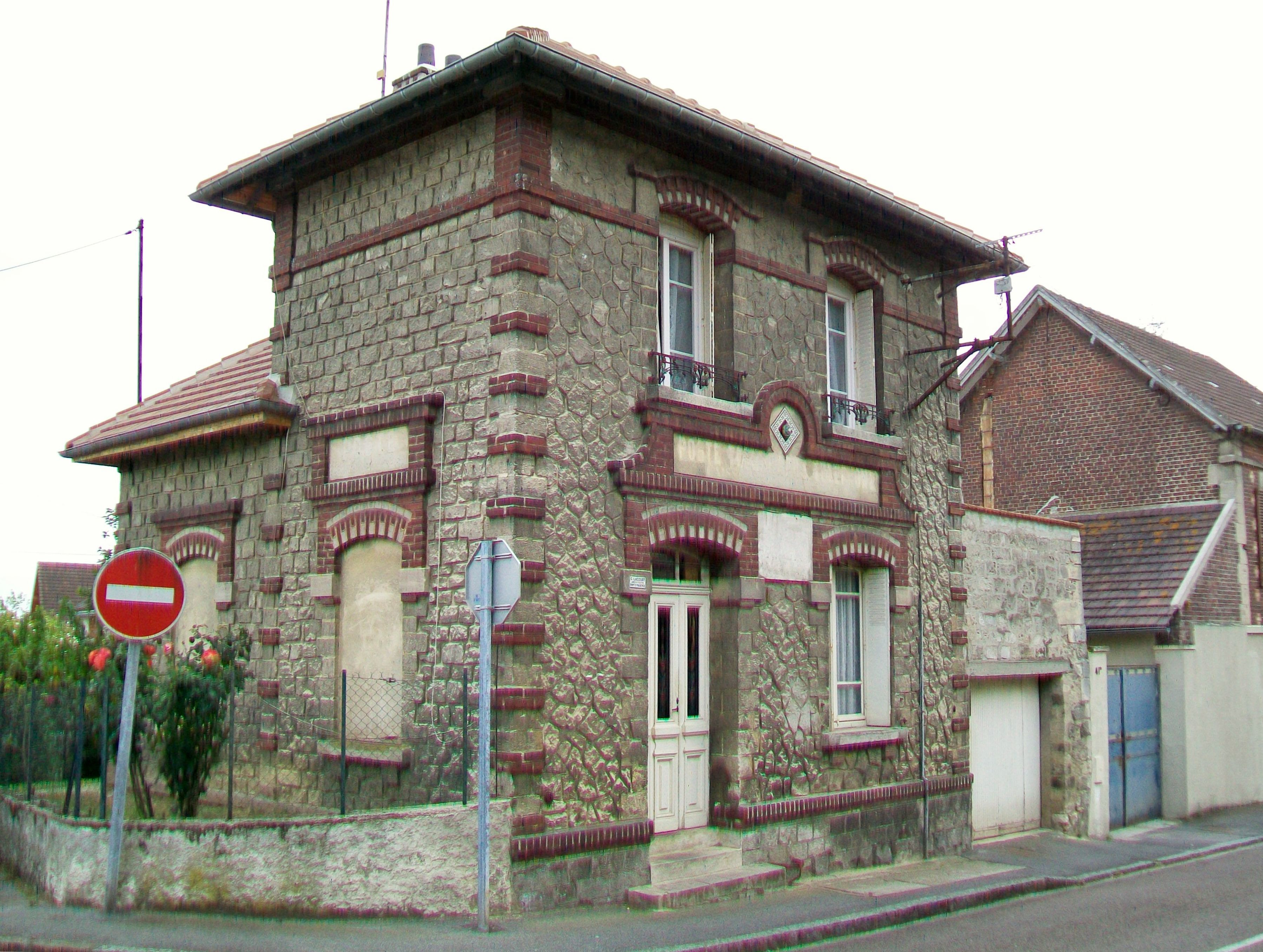
Ehemaliges Postamt
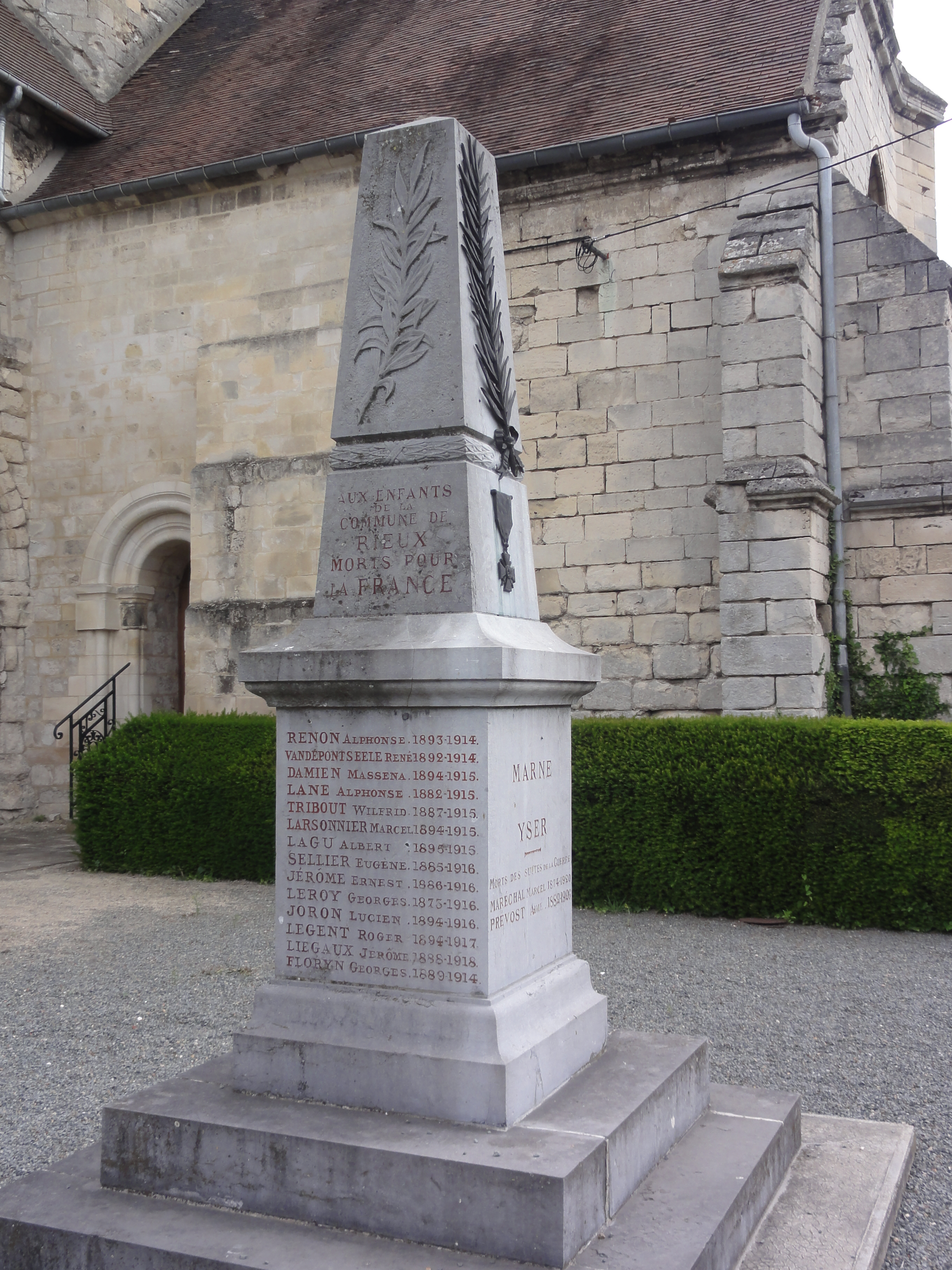
Gefallenendenkmal